# Черниговский конноегерский полк
Черниговский конноегерский полк — кавалерийская воинская часть Русской армии, сформированная в 1668 году и упразднённая в 1833 году.

## История
В 1669 году (по официальной хронике 30 августа 1668 года) гетманом Демьяном Многогрешным из вольновербованных малороссийских казаков сформирован охочекомонный полк в 1000 казаков. К 1709 году было сформировано пять охочекомонных (компанейских) полков, именовавшихся по фамилиям своих полковников (командиров).
После измены гетмана Ивана Мазепы и перехода вместе с ним на шведскую сторону многих охочекомонцев 17 июля 1709 года было приказано иметь в русской армии из оставшихся верными русскому царю компанейцев три охочекомонных (компанейских) полка. 14 июля 1726 года их приказано переформировать в два охочекомонных (компанейских) полка.
19 апреля 1737 года учреждён третий охочекомонный (компанейский) полк.
В 1753 году названы 1-й, 2-й и 3-й Компанейские полки.
24 октября 1775 года полки переформированы в регулярные и названы 1-й, 2-й и 3-й легко-конные полки Малороссийской конницы.
1 мая 1779 года 3-й полк наименован 3-м легко-конным Черниговским полком Малороссийской конницы.
27 июня 1783 года приказано переформировать в 6-эскадронный полк. Наименован Черниговским конным полком Малороссийской конницы.
9 февраля 1784 года переформирован в карабинерный и наименован Черниговским карабинерным полком. В полку велено иметь один белый и пять цветных штандартов.
26 мая 1790 года 6-й эскадрон выделен на сформирование Киевского конноегерского полка.
29 ноября 1796 года переименован в Черниговский кирасирский полк.
20 августа 1798 года выделены офицеры и нижние чины на сформирование Драгунского генерал-майора Шредерса 1-го полка и Кирасирского генерал-майора Цорна полка.
31 октября 1798 года наименован Кирасирским генерал-майора фон-Эссена 2-го полком.
8 марта 1800 года к полку присоединено 55 нижних чинов Кирасирского генерал-майора Берладского полка.
20 октября 1800 года наименован Кирасирским генерал-лейтенанта Мусина-Пушкина полком.
29 марта 1801 года вновь переименован в Черниговский кирасирский полк.
31 июля 1801 года приказано переформировать в драгунский и наименовать Черниговским драгунским полком.
16 мая 1803 года один эскадрон выделен на сформирование Новороссийского драгунского полка; взамен сформирован новый эскадрон.
17 декабря 1803 года учреждён запасный полуэскадрон, упразднённый 8 ноября 1810 года.
В декабре 1811 года полку определено старшинство с 1783 года (подтверждено 11 марта 1816 года).
12 октября 1812 года выделены офицеры и нижние чины на сформирование Новгородского кирасирского полка.
17 декабря 1812 года переименован в Черниговский конноегерский полк.
27 декабря 1812 года приказано привести полк в состав 6 действующих и 1 запасного эскадронов.
20 декабря 1828 года на гербы и пуговицы присвоен № 2.
18 октября 1829 года взамен запасного эскадрона приказано образовать пеший резерв.
2 апреля 1833 года приказано Черниговский конноегерский полк расформировать, в соответствие с Положением о переформировании кавалерии от 21 марта 1833 года. 1-й и 2-й эскадроны переданы в Клястицкий гусарский полк, 3-й и 4-й эскадроны, пеший резерв, старшинство и знаки отличия — в Каргопольский драгунский полк, 5-й и 6-й эскадроны — в Гусарский Принца Оранского полк.
18 сентября 1856 года старшинство и знаки отличия Черниговского конноегерского полка переданы в Новомиргородский драгунский полк, сформированный тогда же из части эскадронов Драгунского Его Императорского Высочества Великого Князя Константина Николаевича полка (Каргопольского).
14 мая 1860 года к Новомиргородскому драгунскому полку присоединён штандартный взвод расформированного Глуховского кирасирского Ея Императорского Высочества Великой Княгини Александры Иосифовны кадрового полка, и полк переименован в Глуховский драгунский Ея Императорского Высочества Великой Княгини Александры Иосифовны полк, с оставлением старшинства и знаков отличия Новомиргородского драгунского полка.
16 декабря 1896 года из эскадронов, выделенных из нескольких драгунских полков, сформирован новый драгунский полк, наименованный 51-м драгунским Черниговским полком (с 1907 года — 17-й гусарский Черниговский полк), в который 1 апреля 1898 года переданы старшинство и знаки отличия бывшего Черниговского конноегерского полка.

## Боевые действия
Полк участвовал в Северной войне 1700—1721 годов. В 1709 году во время Полтавской битвы составлял личную охрану гетмана Ивана Скоропадского и участвовал в преследовании шведов. Участвовал в осаде Очакова.
В ходе русско-турецкой войны в 1771 году участвовал в штурме крепостей Арабат, Керчь и Еникале.
В 1788 году во время следующей войны с Турцией полк назначен в состав Украинской армии. Участвовал в сражениях при Рымнике, Фокшанах, при штурме Измаила.
В ходе усмирения польского восстания в 1794 году отличился в сражении у Бреста 8 октября, в котором взял 4 орудия противника.
Во время русско-австро-французской войны полк принял участие 4 ноября 1805 года в сражении у Шенграбена, в котором 5-тысячный отряд князя Петра Багратиона остановил 30-тысячный корпус маршала Мюрата, сумев захватить пленных и знамя французов.
Во время Отечественной войны 1812 года действовал в составе 2-й Западной армии, участвовал в Бородинском сражении. Во время Заграничного похода 14 августа 1813 года отличился в сражении у Кацбаха.

## Знаки отличия
28 сентября 1807 года Черниговскому конноегерскому полку пожалованы Георгиевские штандарты (один белый с зелёными углами и четыре зелёных с белыми углами), с надписью «За подвигъ при Шенграбене, 4-го Ноября 1805 г., въ сраженiи 5000 корпуса съ непрiятелемъ, состоявшимъ изъ 30000». 4 ноября 1814 года приказано оставить в полку три штандарта (по числу дивизионов), остальные сдать на хранение.
15 сентября 1813 года Черниговскому конноегерскому полку пожалованы 19 Георгиевских труб с надписью «Черниговскому Конноегерскому полку, за отличiе противъ непрiятеля въ сраженiи у Кацбаха 14-го Августа 1813 года».
В 1833 году Георгиевские трубы переданы в Каргопольский драгунский полк, из которого в 1856 году переданы в Новомиргородский драгунский полк (с 1860 года — Глуховский драгунский полк).
В 1833 году Георгиевские штандарты переданы по одному в полки: Клястицкий гусарский, Каргопольский драгунский (из которого в 1856 году передан в Новомиргородский драгунский полк) и Гусарский Принца Оранского. В дальнейшем штандарты из гусарских полков сданы на хранение.
18 сентября 1896 года 7 Георгиевских труб переданы из Глуховского полка в 51-й драгунский Черниговский полк, в который 1 апреля 1898 года переданы также ещё 6 Георгиевских труб и Георгиевский штандарт бывшего Черниговского конноегерского полка.

## Шефы
- 03.12.1796 — 27.02.1798 — генерал-лейтенант граф Безбородко, Илья Андреевич
- 27.02.1798 — 20.12.1800 — генерал-майор (с 27.09.1799 генерал-лейтенант) фон Эссен, Александр Александрович
- 20.12.1800 — 29.03.1801 — генерал-лейтенант Мусин-Пушкин, Пётр Клавдиевич
- 29.03.1801 — 16.01.1806 — генерал-лейтенант фон Эссен, Александр Александрович
- 05.03.1806 — 01.09.1814 — полковник (с 24.05.1807 генерал-майор, с 15.09.1813 генерал-лейтенант) Панчулидзев, Иван Давыдович

## Командиры
- на 1709 — полковник Ковбаса, Андрей Денисович
- на 1789 — полковник Поливанов, Юрий Игнатьевич
- хх.хх.1792 — хх.хх.1797 — полковник Новицкий, Николай Петрович
- 15.10.1797 — 27.02.1798 — генерал-майор фон Эссен, Александр Александрович
- 31.03.1798 — 21.01.1799 — полковник Козенс, Александр Рыцаревич
- 07.08.1799 — 29.03.1801 — подполковник (с 18.06.1800 полковник) Денисьев, Лука Алексеевич
- 29.03.1801 — 26.02.1803 — генерал-лейтенант Мусин-Пушкин, Пётр Клавдиевич
- 19.03.1803 — 21.05.1803 — полковник Денисьев, Лука Алексеевич
- 14.07.1803 — 08.09.1805 — подполковник Левин, Николай Иванович
- 08.09.1805 — 05.03.1806 — полковник Панчулидзев, Иван Давыдович
- 07.09.1806 — хх.хх.1812 — майор (с 12.12.1807 подполковник) Герцберг, Карл Егорович
- хх.хх.1812 — хх.01.1816 — майор (с 17.07.1813 подполковник) Мусин-Пушкин, Сергей Клавдиевич
- 12.01.1816 — 15.07.1818 — полковник Коровкин, Арсений Ермолаевич
- 17.07.1818 — 18.04.1826 — флигель-адъютант полковник Бахметьев, Андрей Аркадьевич
- 21.04.1826 — 01.07.1833 — полковник Измалков, Иван Степанович